# Unforgiven 2007
Unforgiven 2007 was een professioneel worstel-pay-per-viewevenement dat georganiseerd werd door de World Wrestling Entertainment. Dit evenement was de 10e editie van Unforgiven en vond plaats in het FedExForum in Memphis (Tennessee) op 16 september 2007.
Het "main event" van dit evenement was een een-op-eenmatch tussen The Undertaker en Mark Henry.

## Wedstrijden
| Nr.                                                                          | Match | Winnaar(s)                                 |
| ---------------------------------------------------------------------------- | --- | ------------------------------------------ |
| -                                                                            | Kane vs. Kenny Dykstra in een een-op-eenmatch                                                                                          | Onbekend                                   |
| 1                                                                            | CM Punk (c) vs. Elijah Burke in een een-op-eenmatch voor het ECW Championship                                                          | CM Punk (c)                                |
| 2                                                                            | Matt Hardy & Montel Vontavious Porter (c) vs. Deuce 'n Domino (met Cherry) in een tag team match voor het WWE Tag Team Championship    | Matt Hardy & Montel Vontavious Porter (c)  |
| 3                                                                            | Triple H vs. Carlito1 in een een-op-eenmatch                                                                                           | Triple H                                   |
| 4                                                                            | Candice Michelle (c) vs. Beth Phoenix in een een-op-eenmatch voor het WWE Women's Championship                                         | Candice Michelle (c)                       |
| 5                                                                            | The Great Khali (c) (met Ranjin Singh) vs. Rey Mysterio vs. Batista in een Triple Threat match voor het World Heavyweight Championship | Batista (nc)                               |
| 6                                                                            | Lance Cade en Trevor Murdoch (c) vs. Paul London en Brian Kendrick in een tag team match voor het World Tag Team Championship          | Lance Cade en Trevor Murdoch (c)           |
| 7                                                                            | John Cena (c) vs. Randy Orton in een een-op-eenmatch voor het WWE Championship                                                         | Randy Orton; diskwalificatie John Cena (c) |
| 8                                                                            | The Undertaker vs. Mark Henry in een een-op-eenmatch                                                                                   | The Undertaker                             |
| (c) huidige kampioen voor en na de match \| (nc) nieuwe kampioen na de match | |                                            |

1 Tijdens de wedstrijd kon Carlito niet gediskwalificeerd worden.